# Nižný Čaj
Nižný Čaj (en hongrois : Alsócsáj) est un village de Slovaquie situé dans la région de Košice.

## Histoire
Première mention écrite du village en 1335.
Jusqu'au Traité du Trianon de 1920, le village s'appelait Alsócsáj et se trouvait dans le comitat d'Abaúj-Torna.
La localité fut annexée par la Hongrie après le premier arbitrage de Vienne le 2 novembre 1938. En 1938, on comptait 240 habitants dont 5 d’origines juives. Elle faisait partie du district de Füzér-Gönc (hongrois : Füzér-Gönci járás). Le nom de la localité avant la Seconde Guerre mondiale était Nižní Čaj. Durant la période 1938–1945, le nom hongrois Alsócsáj était d'usage. À la libération, la commune a été réintégrée dans la Tchécoslovaquie reconstituée.

## Démographie

### Évolution de la population
| Année:               | 1994. | 2004.    | 2014.   | 2024.   |
| -------------------- | ----- | -------- | ------- | ------- |
| Nombre de personnes: | 247   | 272      | 275     | 288     |
| Différence:          |       | +10,12 % | +1,10 % | +4,72 % |

| Année:               | 2023. | 2024. |
| -------------------- | ----- | ----- |
| Nombre de personnes: | 288   | 288   |
| Différence:          |       | +0 %  |